# Universidad Complutense de Madrid

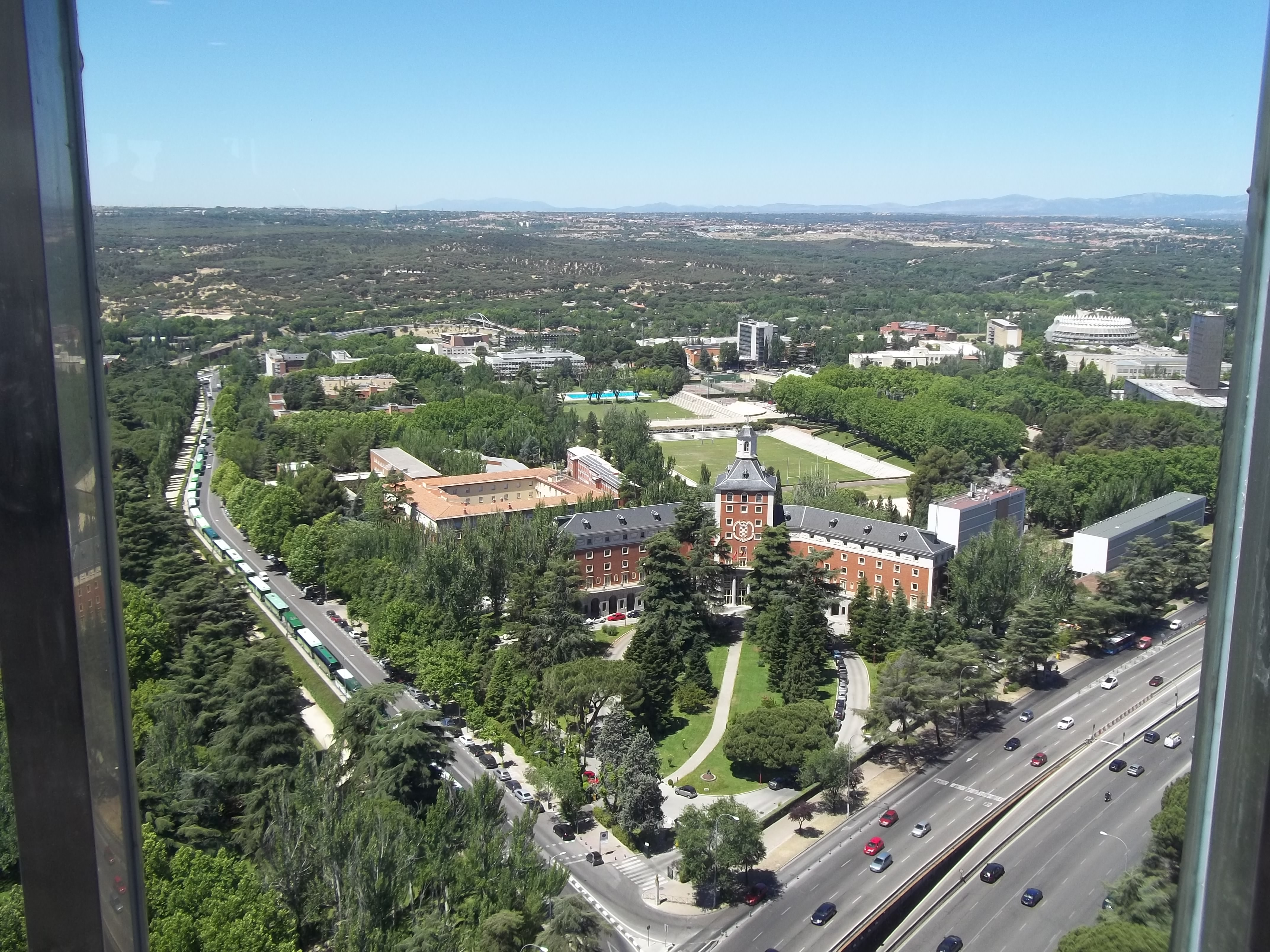
Hlavní kampus, v popředí rektorát

Universidad Complutense de Madrid (UCM), někdy nazývána jen Madridská univerzita, v letech 1293–1499 Estudio de Escuelas Generales de Alcalá,  je univerzita v Madridu, ve Španělsku. Na 21 fakultách zde studuje přes 90 tisíc studentů.

## Historie
Je to jedna z nejstarších univerzit na světě, založená 20. května 1293 výnosem kastilského krále Sancho IV. Původně sídlila v Alcalá de Henares (latinské jméno tohoto místa bylo Complutum, pojem Complutense byl do názvu univerzity doplněn roku 1499, roku 1836 vypuštěn a v 70. letech 20. století znovu vrácen). Roku 1836 se univerzita přestěhovala do Madridu. Dnes sídlí v madridské čtvrti Ciudad Universitaria. Univerzita měla jako první na světě svůj kampus, soustředěnou soustavu budov. V 16.–17. století patřila k vrcholným vzdělávacím institucím Evropy, vystudoval zde tehdy např. kardinál Mazarin, Domingo de Soto či Antonio de Nebrija. V roce 1785 se stala jednou z prvních univerzit, která umožnila získat vzdělání doktorské úrovně ženám, první doktorkou (filozofie) se stala María Isidra de Guzmán y de la Cerda. Od roku 1857 byla jedinou univerzitou ve Španělsku, která vzdělání této úrovně mohla poskytovat. 

## Absolventi
K absolventům univerzity patří sedm nositelů Nobelovy ceny, za literaturu ji získali Camilo José Cela, Jacinto Benavente, José Echegaray y Eizaguirre, Mario Vargas Llosa, Vicente Aleixandre, za fyziologii a lékařství Santiago Ramón y Cajal a Severo Ochoa. K dalším známým absolventům patří filozofové José Ortega y Gasset a Miguel de Unamuno, dramatik Federico García Lorca, filmový režisér Luis Buñuel, politik Adolfo Suárez aj. 